# Thomas Schaarschmidt (Sportfunktionär)
Thomas Schaarschmidt  (* 18. November 1975) ist ein deutscher Basketballfunktionär.

## Leben
Der aus Dessau stammende Schaarschmidt kam im Oktober 1992 über eine Schulliga zum Basketball, wandte sich jedoch bald von der Spielertätigkeit ab und widmete sich auch dank des Zuspruchs von Gunther Schmidt dem Funktionärswesen im Basketball. Er war 1993 Gründungsmitglied des BV Dessau 93 und war ein Jahrzehnt lang Mitglied im Vereinsvorstand. Ab 2009 brachte er sich beim Nachfolgeverein BC Anhalt Dessau ein und übernahm dort später das Amt des Vorsitzenden.
2002 wurde Schaarschmidt zudem im Basketball-Verband Sachsen-Anhalt zunächst als Pressewart und danach als stellvertretender Vorsitzender tätig. 2012 wurde er ins Amt des Vorsitzenden des Verbandes gewählt. Im Januar 2020 wurde er zusätzlich stellvertretender Vorsitzender des Thüringer Basketball Verbandes. Schaarschmidt schied im Juni 2022 aus dem Amt des Vorsitzenden des Basketball-Verbands Sachsen-Anhalt. Er wurde nach der Amtsübergabe an seinen Nachfolger Carsten Straube vom neugewählten Vorstand zum Ehrenvorsitzenden ernannt.
Im Hauptberuf ist er seit Jahresbeginn 2019 Geschäftsführer der Leipziger Ralf-Rangnick-Stiftung, nachdem er zuvor als Journalist tätig war.